# Paltothemis cyanosoma
Paltothemis cyanosoma – gatunek ważki z rodziny ważkowatych (Libellulidae). Występuje na terenie Ameryki Środkowej.